# あいのりタクシー (小城市・白石町)
あいのりタクシーは、佐賀県小城市と白石町とが共同で運営し、小城市旧牛津町域・旧芦刈町域・白石町旧福富町域を結んで運行される廃止代替バスである。

## 概要
祐徳バスが運行していた福富線（佐賀駅バスセンター - 牛津本町 - 福富、18.7km）は佐賀市や牛津町（現、小城市）など沿線自治体が運行補助を行っていたが、利用者数の減少により2003年10月からは祐徳バスに運行を委託する方式に切り替えた。しかし、その後も状況は好転せず、さらに一部自治体が補助を打ち切ったため、2004年10月からは福富線の一部について芦刈町（現、小城市）と福富町（現、白石町）がタクシー会社に運行を依頼し、乗合タクシーの運行を開始した。
当初は9人乗りジャンボタクシーを用いていたが、利用者の増加を受け2006年10月から29人乗りのマイクロバスでの運行に切り替えられた。そのため、名称はその後もタクシーのままではあるが、実態はコミュニティバスとして運行されている。
- 運行は、橋間自動車[1]（通称：天満タクシー）に委託されている。
- 運行形態は、定時定路線である。
- 料金は、1区間のみの利用が100円、2区間以上は200円。なお、乗り合いタクシー時代は一律100円であった。
- 1月1日のみ運休。

## 沿革
- 2003年10月1日 - 祐徳バスの福富線が廃止。同日より廃止代替バスを祐徳バスに委託し、減便して運行を開始。
- 2004年10月1日 - 乗り合いタクシーの運行開始。[1]
- 2006年10月1日 - 運行車両をマイクロバスに変更。運賃を一部値上げ。

## 路線
| 乗車人員推移 | 乗車人員推移 |
| 年度         | 1日平均人数  |
| ------------ | ------------ |
| 2005         | 70           |
| 2006         | 76           |
| 2007         | 70           |
| 2008         | 62           |

福富線（9.7km）のみ。平成20年度の利用者数は22,368人。
停留所
牛津駅前 - 牛津栄町 - 牛津本町 - 牛津天満町 - 天満町住宅前 - 芦刈小路 - 舎人 - 高道 - 芦刈接骨院前 - あしばる前 - 牛王 - 永田 - 弁財 - 芦刈海岸入り口 - 東住ノ江 - 西住ノ江 - 桜の園入り口 - 港入り口 - 下区中央住宅前 - 池上病院前 - 福富ゆうあい館 - 道の駅しろいし

## 車両
- 乗り合いタクシー時代はトヨタ・ハイエースを使用していた。現在は日野・レインボーを使用している。

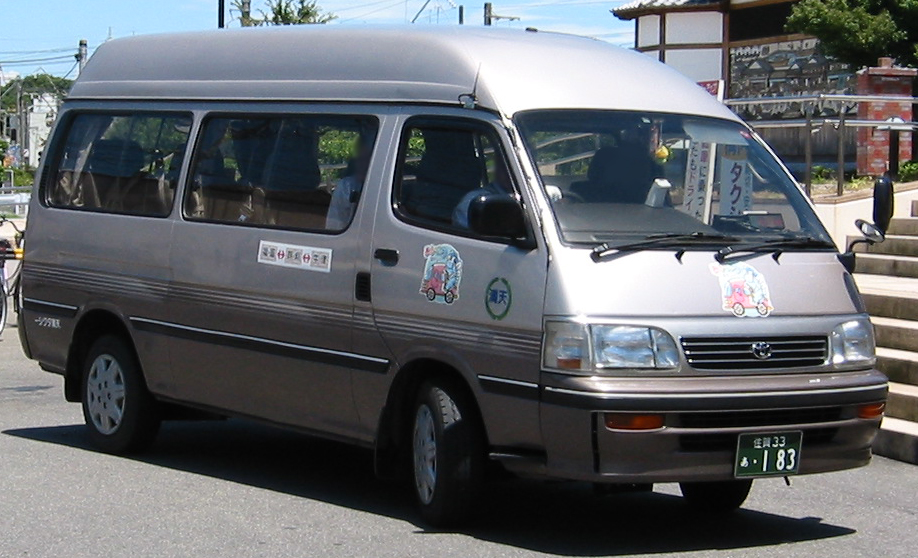
乗合タクシー時代

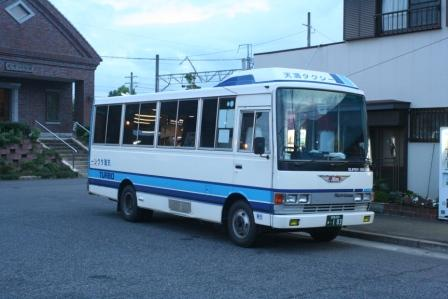
2010年8月現在の車両